# Iglesia Parroquial del Sagrado Corazón de Jesús (Villa Ángela)
La Iglesia Parroquial del Sagrado Corazón de Jesús (conocida localmente cómo Parroquia del Sagrado Corazón de Jesús, del Sagrado Corazón o de Villa Ángela) es un templo católico de adoración al sagrado corazón de Jesús ubicado en Villa Ángela, siendo la actual sede de la parroquia mayor de la ciudad.
Fue construido en 1926 y finalizado en 1928, siendo la misma construcción hasta el día de hoy sufriendo unas refacciones entre 2023 y 2024.
El actual párroco es el presbítero Martin Zubik.

## Historia

### Capilla de San Gerardo en Pueblo Díaz
Cuando antes de 1928, la fe católica de los villangelenses se desarrollaba en la Capilla San Gerardo en Pueblo Díaz, la cual dependía de la futura diócesis de Presidencia Roque Sáenz Peña.
Al ver la necesidad de la construcción de un templo en Villa Ángela el Padre Wenceslao Espinoza envió la orden de construir un templo en tal localidad.

### Construcción del templo
En 1926, la empresa 'La Chaqueña S.A.' donó los materiales para el inicio de la construcción del techo, y las empresas 'La Forestal' y la anterior mencionada realizan donaciones de dinero para la continuación del proyecto.
La primera piedra fue colocada el 18 de diciembre de 1927 por el padre Wenceslao Espinoza, siendo el fundador y primer párroco de la iglesia. Al año siguiente la construcción es finalizada dando el primer templo católico local.

## Después de la construcción
Luego de la construcción, en 1928 el templo fue declarado viceparroquia dependiente de, en ese momento, la parroquia de Resistencia; y en 1937 fue declarada parroquia y pasó a ser parte de la arquidiócesis de Santa Fe y en 1939 de la diócesis de Resistencia (desde 1984, arquidiócesis), luego en 1963 pasó a formar parte de la diócesis de Presidencia Roque Sáenz Peña.
En los años '60, el párroco Müller inicia la construcción de un Salón Parroquial donde funcionaría el Cine Plaza.

### Casa Parroquial
Los antiguos hogares de la Casa Parroquial de ese entonces, no daban suficiente lugar para los sacerdotes que debían residir allí, por lo que se realizó un trueque de propiedades en donde se obtuvo la propiedad de los señores Adolfo Buyatti y Laureano Buyatti, dando una ampliación para la Casa Parroquial.

### Escultura del 'Cristo Crucificado'
Durante la década del 1990, el entonces párroco Alberto Ulrich, desea tallar el mismo una escultura de un cristo crucificado para la parroquia. Para ello, se contactó con el señor Gustavo Adolfo Ruiz Díaz, quien fuera en ese momento dueño de un aserradero en Villa Ángela para hacer la escultura en algarrobo y quebracho colorado. 
Todo el trabajo de escultura fue llevado a cabo en el hogar de la Casa de Ruiz Díaz, luego de su finalización la escultura fue llevada hasta la parroquia y colocada a un lado del altar. Ese mismo día fue bendecida y declarada Patrimonio y Reliquia Parroquial por el entonces obispo de Presidencia Roque Sáenz Peña, monseñor Silva.
También, según relatos, el párroco Ulrich realizaría más obras para la parroquia en el hogar de Ruiz Díaz.

### Refacción
Entre 2023 y 2024, la Iglesia Parroquial fue refaccionada a pedido del párroco Martin Zubik, sufriendo cambios de pintura y techo. También la obra del 'Cristo Crucificado' fue colocada afuera de la parroquia por la vereda frontal.